# خوشاب (جواهر)
خوشاب جواهری گفته می‌شود که صاف و شفاف و به اصطلاح، آبدار باشد. مانند گوهر خوشاب، در خوشاب، لعل خوشاب. مروارید خوشاب به مرواریدی گفته می‌شود که سفید و صاف و براق و آبدار و شفاف باشد. خوشاب، شاهوار و عیون مدحرج، نجم نیز گفته می‌شود.
همچنین  «خوشاب سی» یا «سی خوشاب» کنایه از سی دندان است.